# Waldbröl

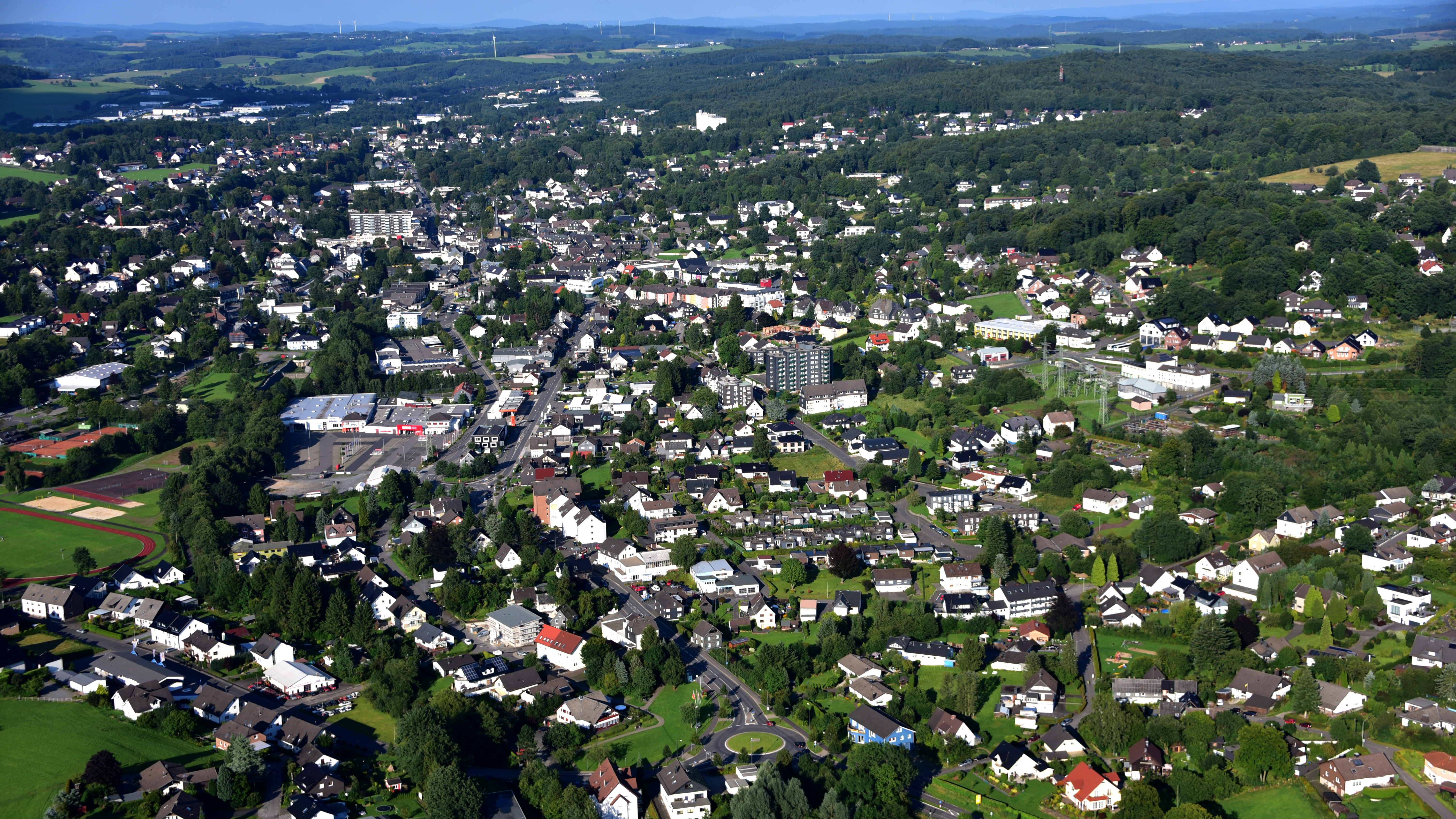
Waldbröl, Luftaufnahme (2017)

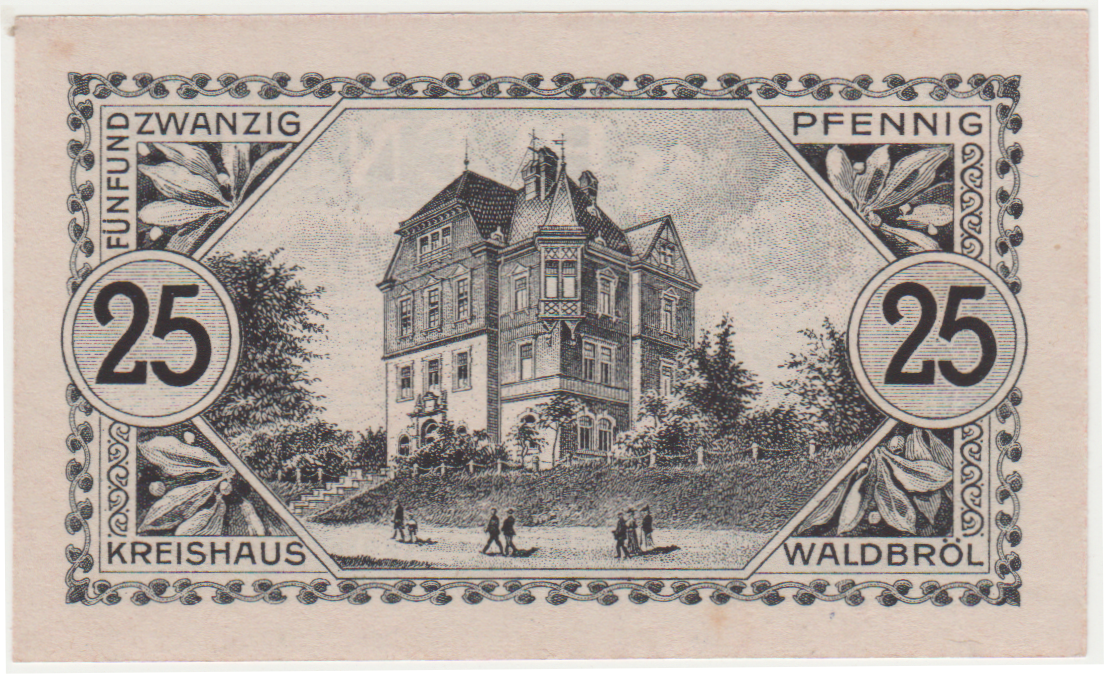
Das Kreishaus Waldbröl auf einem Notgeldschein von 1920.

Waldbröl ist eine Kleinstadt im Süden des Oberbergischen Kreises in Nordrhein-Westfalen (Deutschland). Sie trägt den Zusatznamen „Marktstadt“.

## Geographie

### Geographische Lage
Die Stadt liegt an den Hängen des Nutscheids und gehört zum Naturpark Bergisches Land. Die Stadt Köln liegt 64 Kilometer und die Stadt Bonn 55 Kilometer westlich von Waldbröl.

### Nachbargemeinden
Der Hauptort Waldbröl ist weit größer als die Hauptorte aller Nachbarkommunen und dient diesen als Einkaufs- und Dienstleistungsstadt. Im Uhrzeigersinn beginnend im Norden sind das Reichshof, Morsbach, Wissen (Sieg), Windeck, Ruppichteroth und Nümbrecht. Im Süden stellt die Stadtgrenze auch die Bundeslandgrenze zu Rheinland-Pfalz mit seiner Verbandsgemeinde Wissen dar.

### Stadtgliederung
Neben dem Kernort mit etwa 11.000 Einwohnern gibt es 64 Ortsteile:

## Geschichte

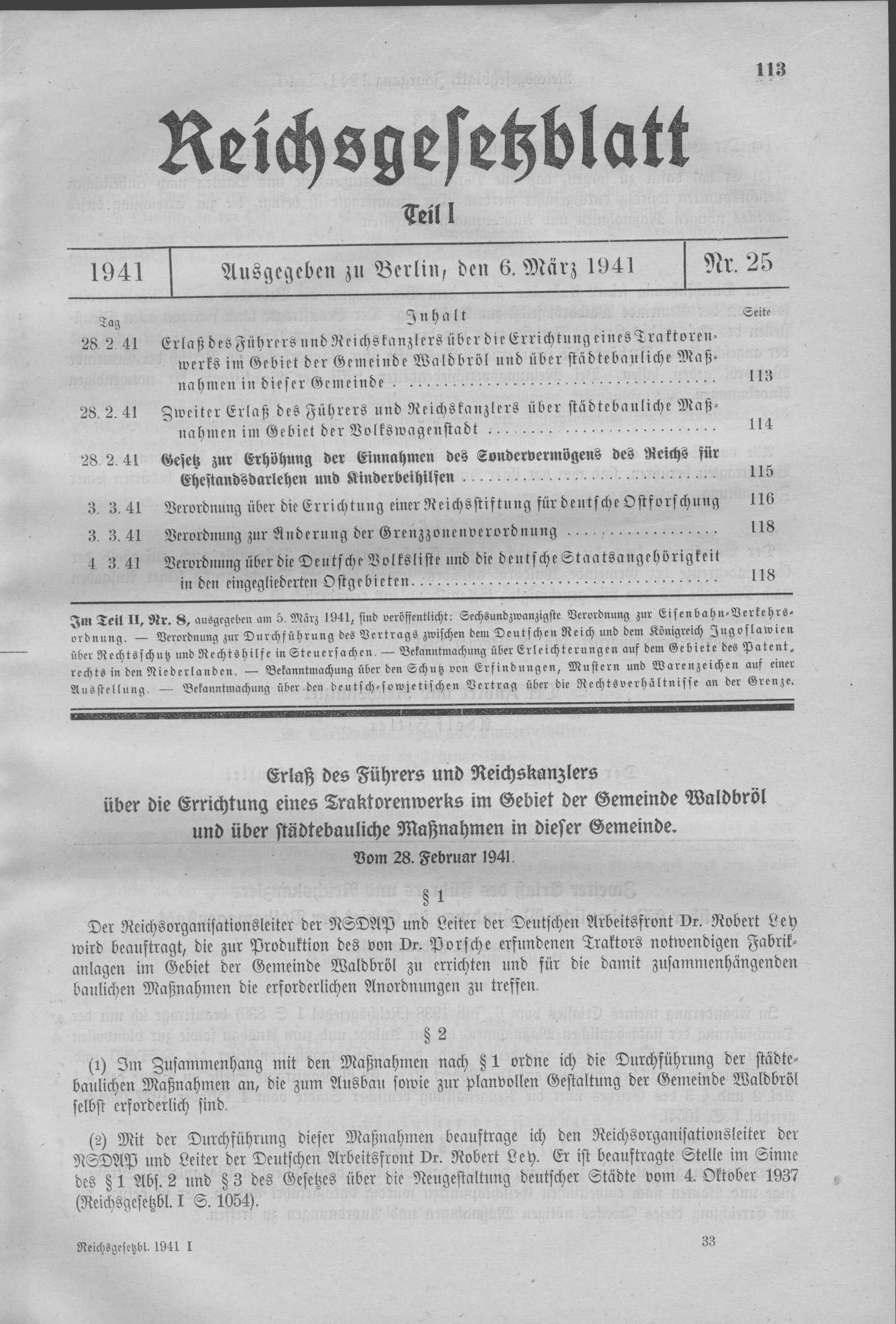
Erlass des Führers und Reichskanzlers über die Errichtung eines Traktorenwerks im Gebiet der Gemeinde Waldbröl und über städtebauliche Maßnahmen in dieser Gemeinde. Vom 28. Februar 1941

1131 wurde der Ort als Waltprugele in einer päpstlichen Besitzbestätigung für das Stift St. Cassius in Bonn das erste Mal urkundlich erwähnt. Papst Innozenz II. bestätigte in der Urkunde den Besitz der Kirche und des Zehnten in Waldbröl. Die Siedlung gehörte zu dieser Zeit zum Einflussbereich der ersten Grafen von Berg wie auch der Sayner. Im gleichen Jahr begann man auch mit dem Bau einer neuen Kirche, deren Turm heute noch steht (evangelische Kirche). 1174 kam Waldbröl an die Reichsherrschaft Homburg, die den Grafen von Sayn gehört. Die Besitzverhältnisse zwischen den Grafen von Berg und von Sayn blieben jedoch umstritten.
1212 fand der erste Einwohner von Waldbröl in einer Schenkungsurkunde Erwähnung, als der hier ansässige Priester Wolradus Besitztum an die Siegburger Abtei Michaelsberg überträgt. 1261 wurden die Rittergeschlechter von Isengarten, im Jahr 1300 von Diezenkausen und im Jahr 1323 von Beuinghausen das erste Mal genannt. Sie waren lange Zeit Ministeriale der Grafen von Sayn und von Berg und empfingen von den Grafen im Bereich der heutigen Stadt Lehensbesitz.
1314 erlebte Waldbröl eine Pestepidemie und eine große Hungersnot. Die ersten heutigen Ortsteile von Waldbröl wurden im Jahr 1316 erwähnt. 1575 fanden sich fast alle heutigen Ortsteile auf einer Karte von Arnoldus Mercator wieder.
Im Jahr 1604 fiel Waldbröl durch den Siegburger Vergleich an das Herzogtum Berg und wurde dem Amt Windeck zugeschlagen. Als Johann Wilhelm, der letzte Herzog von Jülich-Kleve-Berg, im Jahr 1609 starb, erhielt das Wittelsbacher Herzogtum Pfalz-Neuburg im Vertrag von Xanten Berg und damit auch Waldbröl zugeschrieben.
Waldbröl fiel 1806 an den französischen Satellitenstaat Großherzogtum Berg. Dort wurde bei der Einführung von Verwaltungsstrukturen nach französischem Vorbild im Kanton Waldbröl des Arrondissements Siegen im Département Sieg auch die Mairie (Bürgermeisterei) Waldbröl eingerichtet. Nachdem das Gebiet 1814 an Preußen gefallen war, wurde aus der Mairie die preußische Bürgermeisterei Waldbröl. Diese kam 1816 zum neuen Kreis Waldbröl und bestand nur aus der Landgemeinde Waldbröl.
Von 1816 bis 1932 war Waldbröl Landratssitz des zu jener Zeit bestehenden preußischen Kreises Waldbröl.
1912 besuchte der damals noch wenig bekannte englische Romancier D. H. Lawrence die in Waldbröl lebende Cousine Hannah Krenkow. Neben zahlreichen Briefen an seine Geliebte Frieda von Richthofen verfasste Lawrence in Waldbröl Teile des Romans „Sons and Lovers“ („Söhne und Liebhaber“), der im Jahr darauf erschien und den Weltruhm des Autors begründete.
1913 erhielt die Stadt Besuch von Kaiser Wilhelm II., ihm zu Ehren wurde die Hauptstraße in „Kaiserstraße“ umbenannt.
Der aus Niederbreidenbach bei Nümbrecht stammende Robert Ley, einer der führenden Repräsentanten des Nationalsozialismus, beabsichtigte, aus Waldbröl die „größte Stadt zwischen Köln und Kassel“ zu machen. Geplant wurden unter anderem die so genannten „Volkstraktorenwerke“, eine „Adolf-Hitler-Schule“ und ein KdF-Hotel. Mit den Planungen wurde Clemens Klotz beauftragt. Umgesetzt wurde davon nichts bis auf das Hotel nach einem Entwurf von Karl Preus, das aber auch nicht fertig wurde. Die Einwohnerzahl sollte auf bis zu 300.000 steigen. Es sollten eine U-Bahn, Kasernen, ein Theater, ein Kino sowie eine Autobahnanbindung eingerichtet werden. Die Planungen liefen bis zum Herbst 1944, blieben jedoch aufgrund der Kriegsentwicklung und Leys schwindendem Einfluss in den Grundzügen stecken. Lediglich die topographischen Untersuchungen des Garten- und Landschaftsgestalters Wilhelm Heintz, der zuvor bereits an der Entwicklung der Stadtpläne der „Stadt der Hermann-Göring-Werke“ (Salzgitter) und der „Stadt des KdF-Wagens“ (Wolfsburg) beteiligt war, wurden weitgehend abgeschlossen. Von den wenigen errichteten Bauten ist bis auf einige Bauruinen nur das „KdF-Hotel“ erhalten, das nach dem Krieg als Krankenhaus, dann der Bundeswehr und seit 2006 einer buddhistischen Glaubensgemeinschaft als Begegnungsstätte dient. Außerdem existiert noch das ehemalige Architektenhaus der geplanten Adolf-Hitler-Schule. Es ist seit den frühen 1950er Jahren das Schullandheim des Humboldt-Gymnasiums Düsseldorf.

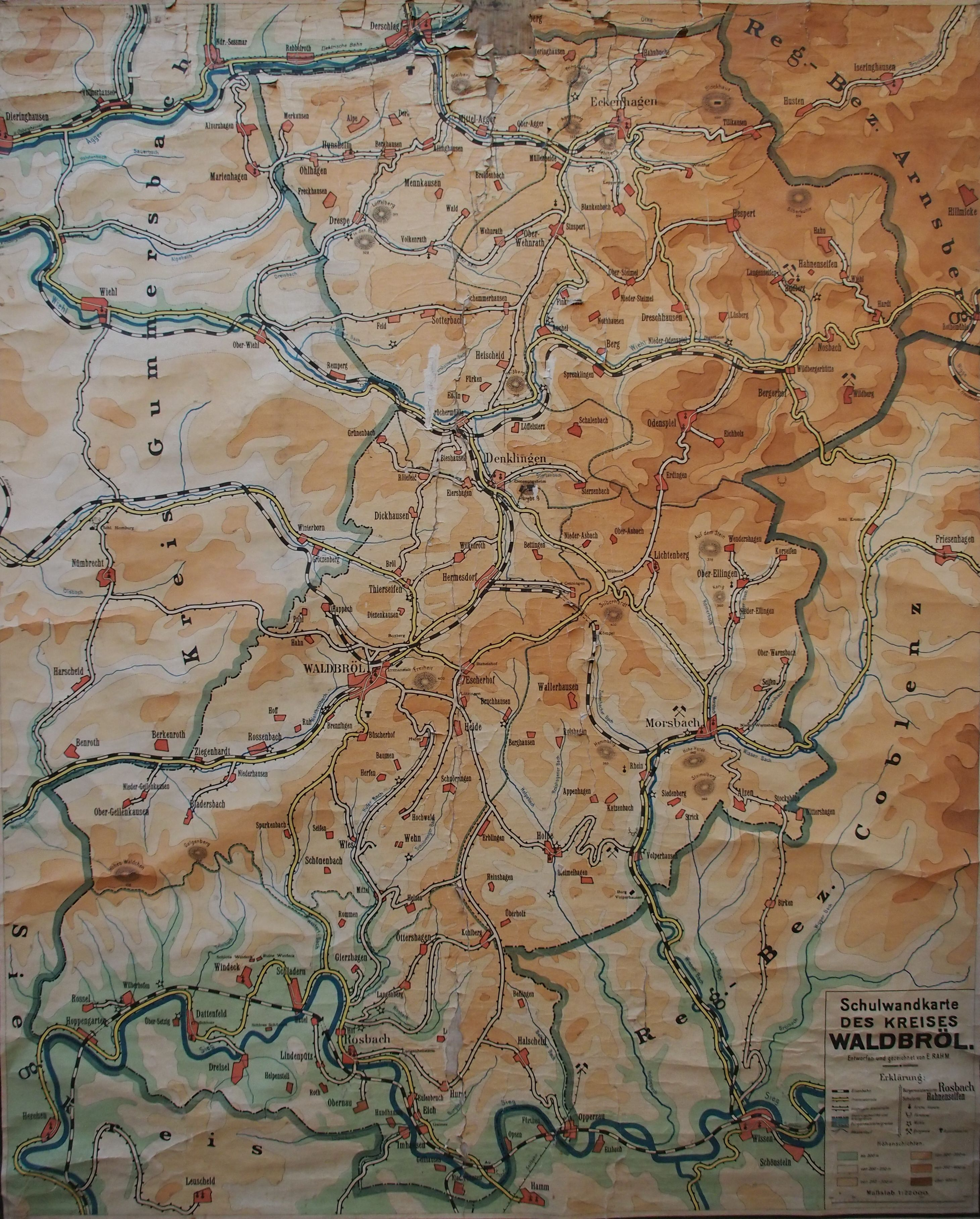
Kreis Waldbröl in den 1960er Jahren

1957 bekam Waldbröl als dritte Gemeinde im Oberbergischen Kreis das Stadtrecht verliehen.
Von 1990 bis 2006 war Waldbröl Standort der hier gegründeten Akademie der Bundeswehr für Information und Kommunikation, die – gleich ihren Vorgänger-Einrichtungen „Zentrum für Transformation“, „Schule für psychologische Verteidigung“, „Akademie für Kommunikation“, „Amt für Studien und Übungen“ und „Zentrum für Analysen und Studien“ – im oben genannten „KdF-Hotel“ untergebracht wurde.
Ab 1972 war Waldbröl Ziel starker Zuwanderung von (Spät-)Aussiedlern aus der Sowjetunion bzw. der GUS; wenigstens 3.000 Zuwanderer wurden zu Neubürgern allein von Waldbröl. Dieser Prozess wurde unter anderem dadurch gefördert, dass der in Waldbröl beheimatete Horst Waffenschmidt von 1988 bis 1998 Aussiedlerbeauftragter der Bundesregierung war.

## Einwohnerentwicklung
Bevölkerungsstand von 1962 bis 2023 laut Landesdatenbank NRW (Auswahlkriterien nach Ort und Zeitraum möglich)
| Jahr | Einwohner |
| ---- | --------- |
| 1925 | 7.143     |
| 1950 | 11.167    |
| 1953 | 11.266    |
| 1957 | 11.601    |
| 1962 | 11.739    |
| 1965 | 12.591    |

| Jahr | Einwohner |
| ---- | --------- |
| 1970 | 13.790    |
| 1975 | 14.192    |
| 1980 | 15.051    |
| 1985 | 14.574    |
| 1990 | 16.244    |
| 1995 | 18.490    |

| Jahr | Einwohner |
| ---- | --------- |
| 2000 | 18.835    |
| 2005 | 19.636    |
| 2010 | 19.333    |
| 2015 | 19.194    |
| 2020 | 19.599    |
| 2023 | 20.041    |

## Politik
- SPD: 10
- Grüne: 5
- FDP: 5
- UWG: 6
- CDU: 16

### Stadtrat
Der Stadtrat ist die kommunale Volksvertretung der Stadt Waldbröl. Über die Sitzverteilung entscheiden die Bürger alle fünf Jahre in allgemeiner, unmittelbarer, freier, gleicher und geheimer Wahl. Das Wahlergebnis der Stadtratswahl vom 13. September 2020 und die sich daraus ergebende Sitzverteilung zeigen die nebenstehenden Diagramme.

### Bürgermeisterin
Zur Bürgermeisterin gewählt wurde 2020 Larissa Weber (parteilos) mit 64,96 Prozent der Stimmen.

### Wappen
Der Stadt Waldbröl ist mit Urkunde des Innenministers vom 19. Juli 1952 das Recht zur Führung des folgenden Wappens verliehen worden:
| Wappen von Waldbröl | Blasonierung: „Das Wappen zeigt in goldenem (gelbem) Feld auf grünem Boden, durch den ein silberner (weißer) Bach fließt, einen schwarzen Eichbaum mit grünen Blättern und Früchten. Rechts neben dem Baum ist ein silbernes (weißes) Schildchen mit einer gestürzten blauen Pflugschar, links ein silbernes (weißes) Schildchen mit einem roten doppelt geschwänzten blau bewährten [sic] und gekrönten Löwen.“ |
| Wappen von Waldbröl | Wappenbegründung: Die Pflugschar symbolisiert die historische Bedeutung der Landwirtschaft in dieser erst spät industrialisierten Region und der Löwe war das Wappentier der Grafen zu Berg und ist als solches noch heute in gesamten Bergischen Land weit verbreitet. Der Bach symbolisiert den „Waldbrölbach“.                                                                                                |

### Flagge und Banner
Der Stadt Waldbröl ist mit Urkunde des Innenministers vom 27. September 1958 das Recht zur Führung der folgenden Flaggen verliehen worden:
Bannerflagge

„Die Flagge hat unter einem weißen, mit dem Wappen der Stadt belegten Bannerhaupt,
eine von zwei grünen Seitenbahnen im Verhältnis 1,8 : 2,4 : 1,8 begleitete, weiße, gegen
das Bannerhaupt nicht abgesetzte Längsbahn.“

Hissflagge

„Die Hissflagge ist Grün-Weiß-Grün längs gestreift in den Streifenproportionen von 3:4:3. Am Mast befindet sich ein weißes, die Flaggenhöhe einnehmendes Feld von 1/3 der Flaggenlänge, darin befindet sich das Stadtwappen. Der Grünton des Wappens und der Flagge sind identisch.“

### Städtepartnerschaften
- Witham in der Grafschaft Essex in Großbritannien, seit 1986
- Jüterbog in Brandenburg, seit 1990
- Świebodzice (Freiburg/Schlesien) in Polen, seit 1996

## Kultur und Sehenswürdigkeiten

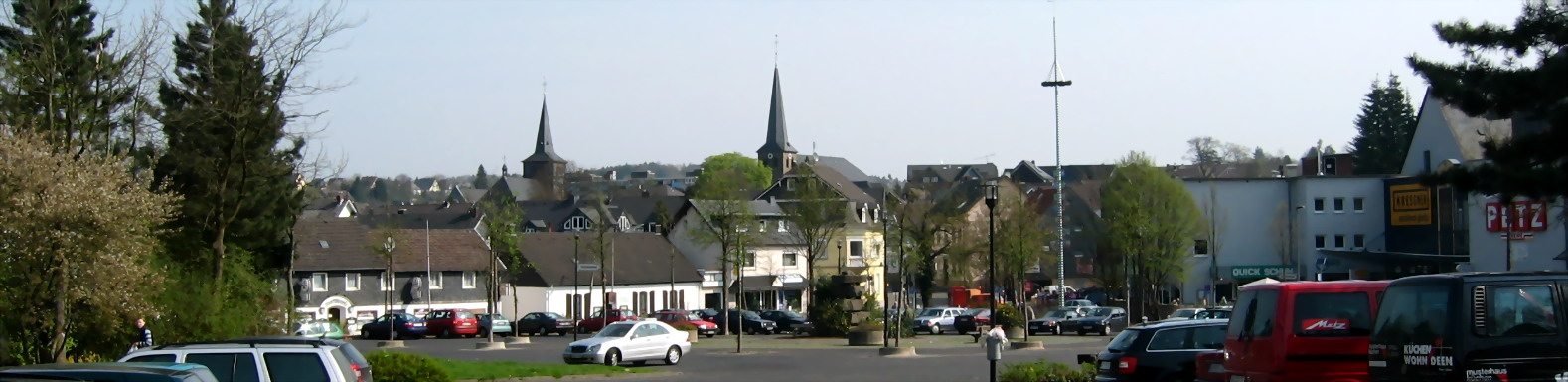
Blick vom Marktplatz – links die katholische, rechts die evangelische Kirche

### Bildung
In der Stadt gibt es drei Gemeinschafts-Grundschulen in Hermesdorf, Isengarten und Wiedenhof. Weiterführende Schulen sind die Roseggerschule (Förderschule), die städtische Realschule, die Gesamtschule und das Hollenberg-Gymnasium.
Bei den Berufsschulen sind das Berufskolleg Oberberg, Abt. Waldbröl, und die Krankenpflegeschule Kreiskrankenhaus Waldbröl (die seit dem 1. April 2005 zusammen mit der Krankenpflegeschule des Kreiskrankenhauses Gummersbach zum GBZ Oberberg zusammengefasst wurde) zu nennen.
Als weitere Aus- und Weiterbildungseinrichtung ist hier eine Zivildienstschule des Bundesamtes für Familie und zivilgesellschaftliche Aufgaben ansässig.

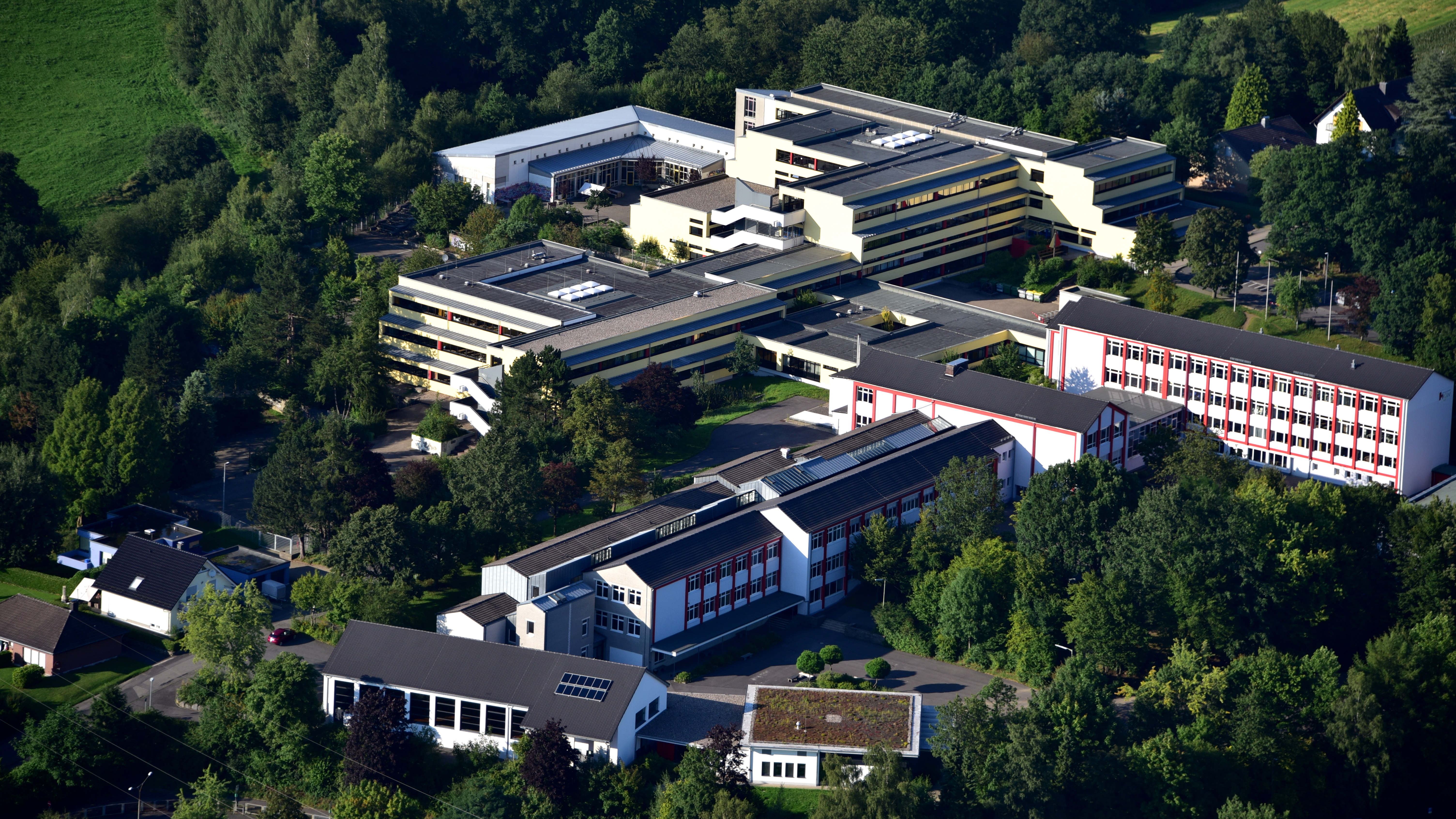
Schulzentrum, Luftaufnahme (2017)

### Theater
Der Verein WKTheater – Theater im Waldbröler Kulturtreff e. V. führt in der Aula des Hollenberg-Gymnasiums regelmäßige Theateraufführungen auf.

### Religion
Die evangelische Kirchengemeinde trifft sich in der evangelischen Stadtkirche, die katholische Pfarrgemeinde in St. Michael.
Neben den beiden großen Glaubensgemeinschaften sind auch verschiedene Freikirchen ansässig, darunter die Freie Evangelische Gemeinde, die Christen-Baptisten Gemeinde, die Christen-Mennoniten-Brüdergemeinde, die Christliche Versammlung, die Apostolatsgemeinde der Vereinten Herzen Jesu und Mariens sowie Zeugen Jehovas.
Für die islamische Gemeinde gibt es in der Stadt eine Moschee.
Seit Herbst 2008 praktizieren buddhistische Mönche und Nonnen aus der Tradition des vietnamesischen Zen-Lehrers Thich Nhat Hanh am Europäischen Institut für Angewandten Buddhismus (EIAB), das seinen Sitz im ehemaligen KdF-Hotel hat und auch Kurse für interessierte Laien anbietet.
Der Anteil der Bevölkerung mit evangelischer Konfession beträgt 42,7 %, der Anteil mit katholischer Konfession 22,7 % (Stand 31. Dezember 2018)

### Bauwerke

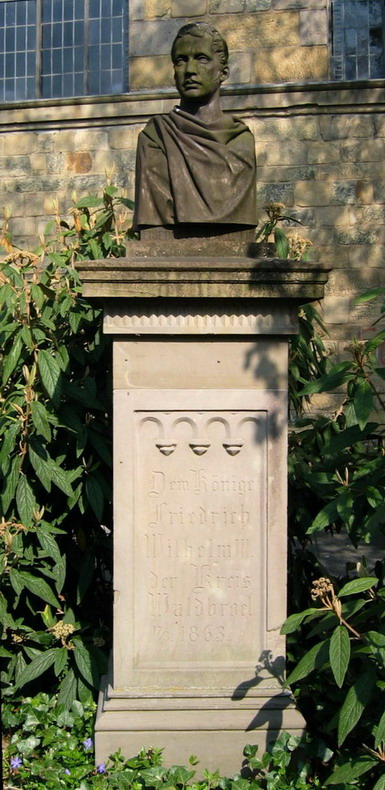
Denkmal für Friedrich Wilhelm III.

- Evangelische Kirche mit romanischem Kirchturm und einem Taufstein aus dem 12. Jahrhundert.
- Römisch-katholische Pfarrkirche St. Michael, erbaut 1705/1706
- Bruchhauser Mühle
- „Die Mauer“, bekannt als „Hitlermauer“, ein Überrest der megalomanen Planungen Robert Leys in der Zeit des Nationalsozialismus, bietet ein Panorama von Waldbröl und einen Fernblick über die oberbergische Landschaft und war Teil der geplanten Adolf-Hitler-Schule. Anfang der 80er Jahre schreiben Unbekannte mit großen Buchstaben „Nie wieder Krieg“ auf die Mauer. Mittlerweile ist sie als Mahnmal für den Frieden anerkannt.[16][17]
- 1863 wurde das Denkmal für den Preußenkönig Friedrich Wilhelm III. an der evangelischen Kirche errichtet. Das Denkmal stiftete der Kreis Waldbröl aus Anlass des 50. Jahrestages der Erhebung des preußischen Staates. Die Inschrift lautet: Dem Könige Friedrich Wilhelm III. der Kreis Waldbröl – 17. März 1863

### Natur und Naturschutz
- Naturschutzgebiet (Quellmoorgebiet) bei Waldbröl-Neuenhähnen
- Nutscheid
- Zwischen dem Südwestrand des Kernorts und dem Ortsteil Herfen befindet sich seit Herbst 2015 auf dem Gelände der ehemaligen Nutscheid-Kaserne an der Nutscheidstraße der Naturerlebnispark Panarbora. Der Baumwipfelpfad des Parks, der 1635 m lang ist und auf maximal 40 m Höhe verläuft, hat einen 34 m hohen Zugangs- und Aussichtsturm.[18]

## Regelmäßige Veranstaltungen
In der Stadt finden regelmäßig der Waldbröler Vieh- und Krammarkt, das Stadtfest, ein Weihnachtsmarkt sowie diverse andere Veranstaltungen statt.

## Wirtschaft und Infrastruktur
Aufgrund seiner Bedeutung als wirtschaftliches und Verkehrs-Zentrum des südlichen Oberbergischen Kreises hat Waldbröl 1957 Stadtrecht erhalten. Städtisches Gepräge zeigt sich an Kennziffern wie Einzelhandelszentralität (132 %), Schülerquote (23 %), Kriminalitätsrate und Verkehrsunfall-Häufigkeit (43 % bzw. 39 % über Kreisdurchschnitt).
76 % der Beschäftigten sind im tertiären Sektor tätig, verarbeitendes Gewerbe ist vergleichsweise gering vertreten, der Pendlersaldo negativ.
In der Stadt befinden sich zwei Gewerbegebiete:
- Der Standort Boxberg wurde ab 1966 bezogen und hat eine Größe von 52.000 m² mit gegenwärtig etwa 900 Arbeitsplätzen.
- Der Gewerbe- und Industriepark Hermesdorf hat seit Ansiedlungsbeginn 1984 eine Größe von 43.000 m² mit etwa 500 Arbeitsplätzen erreicht.

Das Firmenspektrum ist breit gefächert und reicht von Getriebe- und Ladenbau über Elektrowärmetechnik, Kunststoffverarbeitung, Paletten- und Haushaltsgeräteherstellung zum Holz- und Metallbau.

### Schienen- und Busverkehr
Waldbröl besitzt einen Bahnhof an der Wiehltalbahn (Bahnstrecke 2680), welche derzeit nur im Güter- und Touristikverkehr befahren wird. 1965 war auf dieser der Personenverkehr eingestellt worden, am 5. Oktober 1994 auch der Güterverkehr.

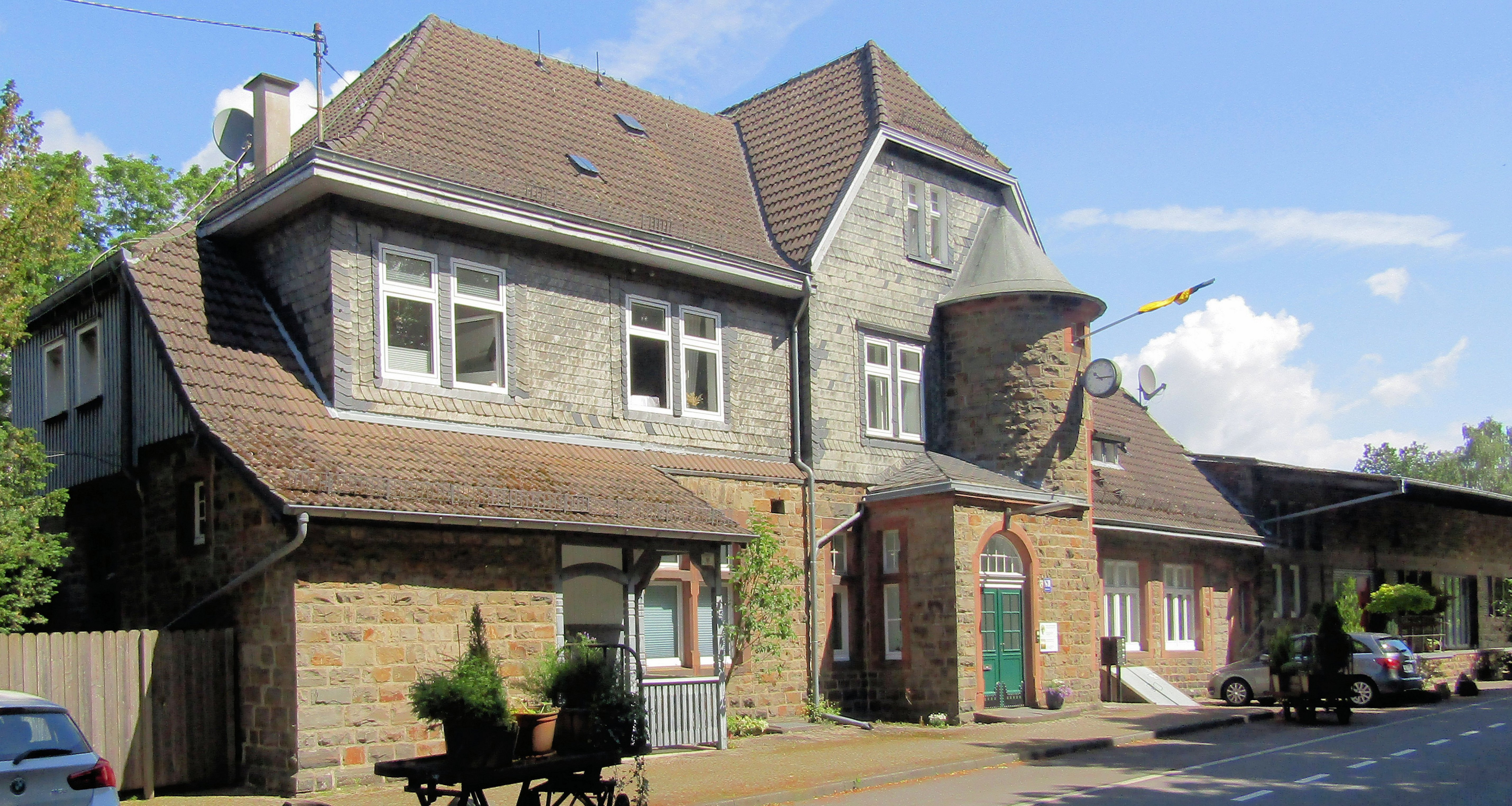
Bahnhof Waldbröl

Eine Bürgerinitiative setzt sich seitdem für den Erhalt der inzwischen denkmalgeschützten Strecke ein.
Der Personenverkehr auf der Strecke Bielstein–Waldbröl wurde bereits 1957 aufgegeben, die Gleise verschwanden 1966.
Ab 1869 war Waldbröl Endpunkt der Bröltalbahn, die mit Eröffnung der Strecke Ruppichteroth–Waldbröl zur ersten öffentlichen Schmalspurbahn Deutschlands wurde. Ab 1870 gab es auch Personenverkehr (bis 1872 kostenlos!). Die Einstellung der auf der Trasse der heutigen B 478 gebauten Bahn war hier 1953. Der Endbahnhof lag dort, wo heute der Busbahnhof ist (inzwischen erinnern Schautafeln und ein Denkmal dort an diese Bahn), eine Gleisverbindung zu den mehr als 40 Jahre später gebauten regelspurigen Bahnen bestand übrigens nie.
Im regelmäßigen Schienenpersonennahverkehr ist Waldbröl daher nur vom Bahnhof Dieringhausen an der Oberbergischen Bahn von Köln Hauptbahnhof über Overath, Gummersbach in Richtung Lüdenscheid und ab dem Bahnhof Schladern (Sieg) an der Siegstrecke von Köln über Troisdorf – Siegburg – Hennef – Au (Sieg) – Betzdorf nach Siegen erreichbar.
Im Straßenpersonennahverkehr verkehren vom Busbahnhof die folgenden Linien zu allen Nachbargemeinden:
| Linie | Linienweg                                                               | Mo – Fr.                                     | Sa.                      | So.                      |
| ----- | ----------------------------------------------------------------------- | -------------------------------------------- | ------------------------ | ------------------------ |
| 302   | Waldbröl – Nümbrecht – Wiehl – Bomig – Dieringhausen – Gummersbach      | 60 Min.                                      | 60 Min.                  | 120 Min.                 |
| 303   | Waldbröl – Denklingen – Eckenhagen – Derschlag – Bernberg – Gummersbach | 60 Min.                                      | 60–120 Min.              | 60–120 Min.              |
| 311   | Waldbröl – Diezenkausen – Wilkenroth – Oberbreidenbach – Nümbrecht      | 7–10 Fahrten (in den Ferien nur als Taxibus) | 4 Fahrten Taxibus        | kein Verkehr             |
| 312   | Waldbröl – Nümbrecht – Bielstein – Ründeroth                            | 11 Fahrten                                   | 5–6 Fahrten              | kein Verkehr             |
| 340   | Waldbröl – Wallerhausen – Holpe/Herbertshagen – Morsbach                | 60 Min.                                      | 60 Min.                  | 120 Min. (Taxibus)       |
| 342   | Waldbröl – Spurkenbach – Schönenbach – Rommen – Schladern (- Rosbach)   | 60 Min.                                      | 60 Min.                  | 60–90 Min.               |
| 343   | Waldbröl – Wies – Kohlberg – Rosbach – Leuscheid                        | 6 Fahrten                                    | kein Verkehr ab Waldbröl | kein Verkehr ab Waldbröl |
| 344   | Waldbröl – Holpe – Kohlberg – Hurst – Rosbach                           | 9 Fahrten                                    | 4 Fahrten (TaxiBus)      | kein Verkehr ab Waldbröl |
| 345   | Waldbröl – Wildbergerhütte – Eckenhagen                                 | 10 Fahrten                                   | 4 Fahrten                | 3 Fahrten                |
| 347   | Waldbröl – Bladersbach – Benroth – Schönhausen                          | 2 Fahrten (nur an Schultagen)                | kein Verkehr             | kein Verkehr             |
| SB53  | Waldbröl – Ruppichteroth – Hennef                                       | (30 –) 60 Min.                               | 60 Min.                  | 60 Min.                  |

2006 versuchten Kommunalpolitiker, die 'Bahnstrecke 2680' von Osberghausen nach Waldbröl stillzulegen. „Der völlig verschuldeten Stadt Waldbröl war die Angelegenheit so wichtig, dass sie sich über die Sparauflagen der Bezirksregierung hinwegsetzte. Sie nahm ohne Genehmigung einen Kredit über 430 000 Euro beim Landesbetrieb Straßenbau auf, um den Kaufpreis zahlen zu können.“ Nachdem Gerichte zugunsten des Weiterbetriebs entschieden hatten, wurde die Auseinandersetzung 2011 beigelegt.

### Straßen
Die Stadt ist über die Bundesstraßen 256 und 478 an das überregionale Straßennetz angebunden.
Durch die Lage im Bergischen Land gibt es ein gut ausgebautes Netz von Wanderwegen (Wanderwege im Oberbergischen Land). Fast alle Wanderwege werden vom Sauerländischen Gebirgsverein e. V. (SGV) betreut.

### Medien
Sendeturm der Deutschen Telekom zur Verbreitung des Programms von Radio NRW – Radio Berg auf 105,7 MHz mit 1 kW ERP.

### Öffentliche Einrichtungen
- Kreiskrankenhaus
- Polizeiwache Waldbröl (Kreispolizeibehörde Oberbergischer Kreis) inkl. dem Bezirks- und Schwerpunktdienst für Waldbröl, Reichshof, Nümbrecht und Morsbach
- Freiwillige Feuerwehr der Stadt Waldbröl mit insgesamt 4 Feuerwachen an der Geberstraße in der Innenstadt, in Thierseifen, Geilenkausen und Heide.
- Technisches Hilfswerk (OV Waldbröl)
- Amtsgericht
- Stadtbücherei Waldbröl
- Zentrum für Transformation der Bundeswehr („Akademie“; seit 2. Mai 2006 verlegt nach Strausberg). Sie war in den Räumlichkeiten des oben erwähnten KdF-Hotels untergebracht. Frühere Bezeichnungen der militärischen „Denk-Schmiede“ waren Schule für psychologische Verteidigung / Akademie für Kommunikation / Amt für Studien und Übungen / Zentrum für Analysen und Studien.

## Persönlichkeiten

### Söhne und Töchter der Stadt

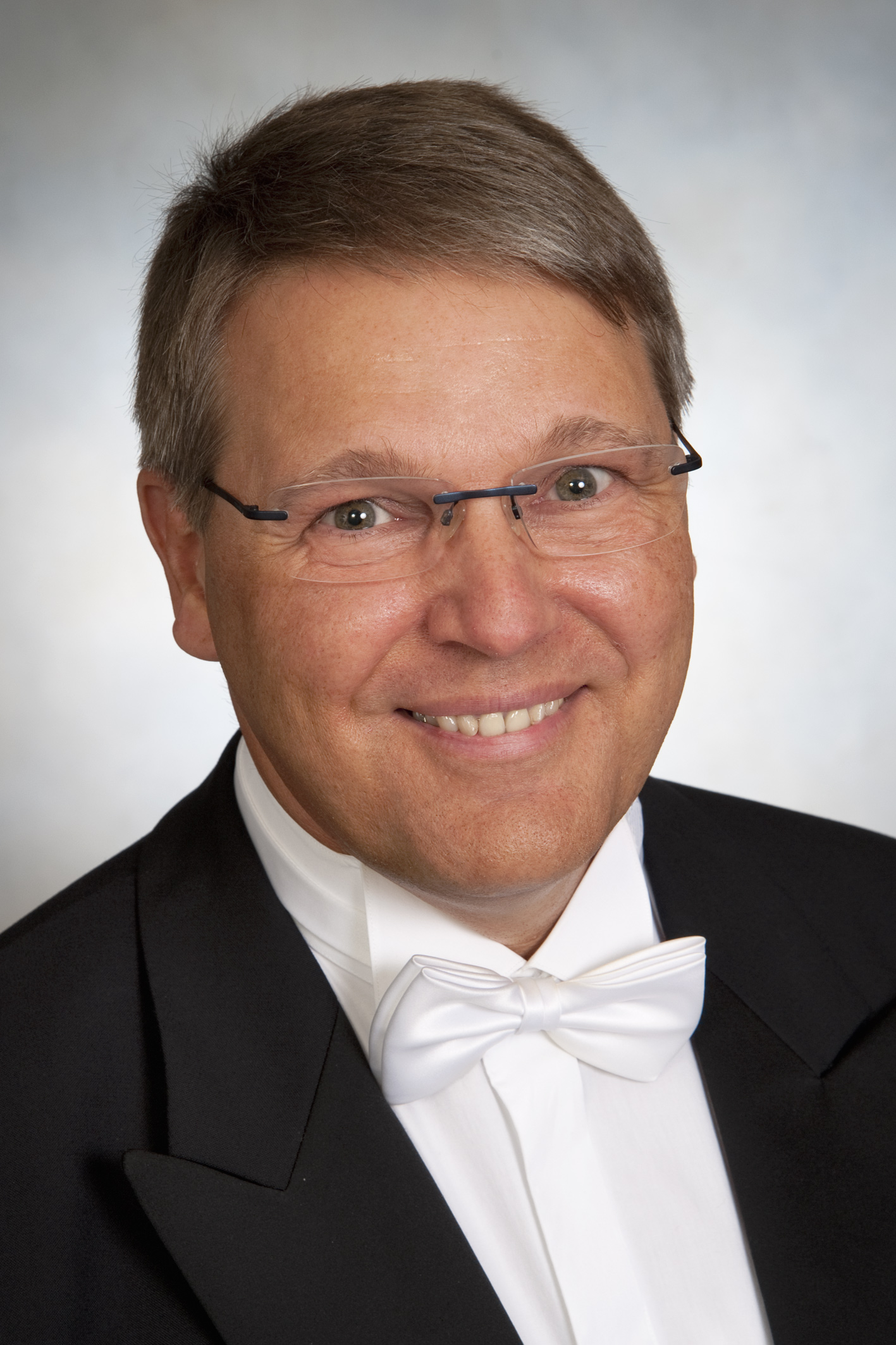
Kirchenmusikdirektor Thomas Schmidt

- Aloys Friedrich Wilhelm von Hillesheim (1756–1818), Publizist der Aufklärung, Ökonom und Illuminat.
- Johann Friedrich Carl Heimann (1757–1835), erster Präsident des Vorläufers der Industrie- und Handelskammer zu Köln[24]
- Johann Wilhelm Pauli gen. Paul von Bettenhagen (1793–1813, erschossen), Freiheitskämpfer im Knüppelrussenaufstand
- Anton Wilhelm von Zuccalmaglio (1803–1869), Dichter, Musikwissenschaftler und Komponist
- Peter Eiden (1831–nach 1893), Landrat
- Wilhelm Jakobs (1858–1942), Eisenbahningenieur und Baurat
- Reinhold Hoemann (1870–1961), Landschaftsarchitekt
- Gustav Haas (1886–1933), Gewerkschaftssekretär in Osnabrück
- August Haas (1881–1945), Gewerkschafter und Politiker
- Fritz Marrenbach (1896–1967), Politiker (NSDAP)
- Ernst Wille (1916–2005), Maler
- Helmut Simon (1922–2013), Richter des Bundesverfassungsgerichts von 1970 bis 1987
- Hans Joachim Horn (1933–2008), Politiker, Mitglied des Landtags von Nordrhein-Westfalen
- Helmut Herbst (1934–2021), in Escherhof geborener Filmemacher
- Günter Saalmann (1936–2024), Schriftsteller und Musiker
- Wilfried Hansmann (1940–2021), Kunsthistoriker
- Marianne Roetzel (* 1941), Bildhauerin
- Hans-Gert Braun (* 1942), Wirtschaftswissenschaftler und Hochschullehrer
- Dieter Kremer (* 1942), Romanist und Sprachwissenschaftler
- Paul Alger (1943–2025), Fußballspieler
- Klaus Walter Littger (* 1944), Bibliothekar und Historiker
- Franz Dumont (1945–2012), Historiker
- Ursula Michelis (* 1946), Schauspielerin
- Michael Bertrams (1947–2025), 1994 bis 2013 Präsident des Verfassungsgerichtshofs für das Land Nordrhein-Westfalen und Präsident des nordrhein-westfälischen Oberverwaltungsgerichts
- Dieter Härthe (* 1948), Verbandsfunktionär
- Helmut Schröder (* 1949), Organist, Pianist und Musikpädagoge
- Franz Josef Burghardt (* 1952), Wissenschaftstheoretiker und Historiker
- Andreas Scholz (* 1955), Maler
- Thomas Schmidt (* 1960), Kirchenmusiker
- Holger Militz (* 1960), Holzforscher
- Stefan Schnorr (* 1962), Verwaltungsjurist
- Claudia Schermutzki (* 1962), Schauspielerin
- Peter Hamburger (* 1966), Kirchenmusiker
- Heiko Kröger (* 1966), Segler
- Blandine Wittkopp (* 1966), Prähistorikerin
- René Wirths (* 1967), Maler
- Friedrich Christian Hermann Wilhelm Alexis (* 1968), Prinz zu Wied
- Christoph Waffenschmidt (* 1969), Leiter von World Vision Deutschland
- Meik Gerhards (* 1970), evangelischer Theologie
- Marc Wittbrock (* 1970), Eishockeyspieler
- Sandra Willmeroth (* 1970), Journalistin
- Volker Weininger (* 1971), Kabarettist
- Magnus Alexander Wilhelm Friedrich (* 1972), Prinz zu Wied
- Malek Jandali (* 1972), Komponist und Pianist
- Maik Solbach (* 1972), Schauspieler
- Mike Altwicker (* 1974), Literaturkritiker, Buchhändler, Moderator, Journalist
- Irene Mihalic (* 1976), Politikerin (Bündnis 90/Die Grünen)
- Phillip P. Peterson (eigentlich Peter Bourauel; * 1977), Science-Fiction-Autor und Diplomingenieur
- Nicole Berka (* 1980), Politikerin (SPD)
- Ruth Müntinga (* 1982), Soziologin und Unternehmerin
- Jan Schlaudraff (* 1983), Fußballspieler
- Timo Röttger (* 1985), Fußballspieler
- Daniel Schlipf (* 1985), Moderator, Reporter und Sänger
- Sabine Grützmacher (* 1986), Politikerin (Bündnis 90/Die Grünen), MdB
- Arne Rudolf (* 1990), Schauspieler
- Merle Barth (* 1994), Fußballspielerin
- Dielona Luta (* 1994), Fußballspielerin
- Fredrik Genz (* 1997), Handballspieler
- Jana Dunja Gries (* 1998), Synchronsprecherin
- Aileen Weibeler (* 1999), Politikerin (CDU)

### Persönlichkeiten, die vor Ort gewirkt haben
- August Kind (1824–1904), Bauführer in Waldbröl 1849–1850, Architekt und Baubeamter der Reichspost
- Rudolf Braunburg (1924–1996), Schriftsteller und Flugkapitän, hatte in Waldbröl seinen letzten Wohnsitz
- Gustav Dessin (* 1902), Schriftsteller, Redakteur und Herausgeber, lebte in Waldbröl
- Frieder Döring (* 1942), Arzt und Schriftsteller, legte 1962 sein Abitur am Gymnasium Waldbröl ab
- Klaus-Peter Flosbach (* 1952), CDU-Politiker, Mitglied des Deutschen Bundestages, wohnt und arbeitet in Waldbröl
- Ferdi Huick (1940–2006), Der bergische Landbote, Künstler des Kölner Karnevals, hatte in Waldbröl seinen letzten Wohnsitz
- D. H. Lawrence (1885–1930), englischer Schriftsteller, lebte und arbeitete 1912 in Waldbröl
- Salem El-Hamid, ehem. Chefarzt der Kinderklinik in Waldbröl, Buchautor, Generalsekretär der deutsch-syrischen Gesellschaft
- Robert Ley (1890–1945), führender NSDAP-Politiker, wohnhaft von 1935 bis 1945 auf Gut Rottland
- Manfred Melzer (1944–2018), Weihbischof im Erzbistum Köln, vorher von 1989 bis 1995 Pfarrer in Waldbröl
- Horst Waffenschmidt (1933–2002), CDU-Politiker, legte sein Abitur am Gymnasium Waldbröl ab
- Alice Schwarzer (* 1942), Frauenrechtlerin und Verlegerin der Zeitschrift EMMA
- Volker Engelberth (* 1982), Jazzmusiker